# 文化的モザイク

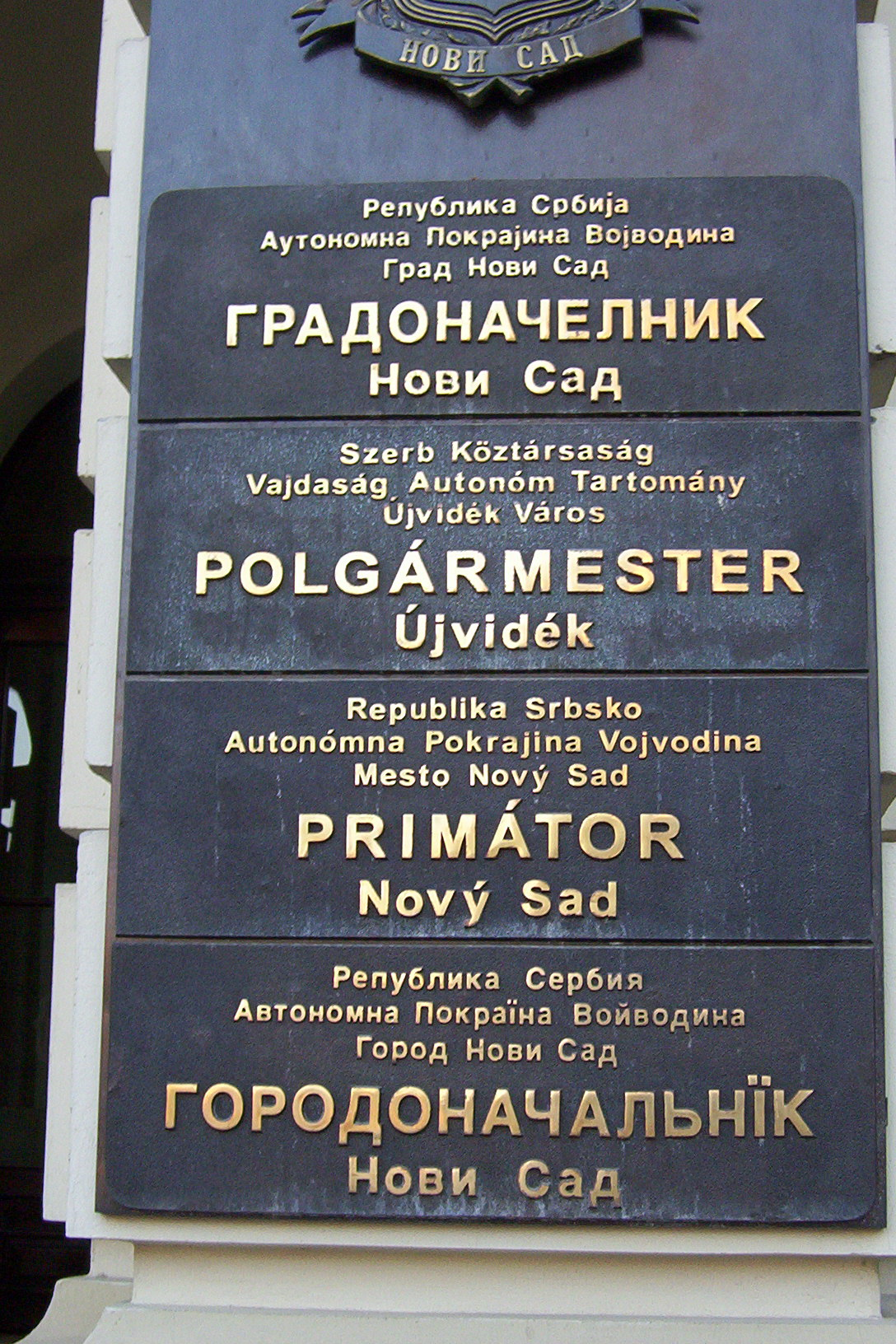
ノヴィ・サド市長室の外にある多言語の看板。セルビア語やハンガリー語、スロバキア語の他、パンノニア・ルシン語の4ヶ国語で書かれているのが分かる

文化的モザイク（ぶんかてきモザイク、Cultural mosaic、フランス語:la mosaïque culturelle）とは、様々な民族集団や言語、文化が社会の内部で共存する様を表す言葉。アメリカ合衆国が支持する同化政策を指して用いられる場合が多い、人種のるつぼ論のような他の制度とは異なり、多文化主義の考えを擁護する。特定の社会を構成する各民族が、彼ら独自の文化や伝統を保持することを奨励する傾向が強い。

## 概観
カナダ統計局が示した同国の民族文化的側面は、21世紀初頭においてより進歩主義的かつ多民族、多文化化しているという。報告の序文では次のように述べている。
過去100年間におけるカナダへの移民は、どの新しい移民の波も国内の民族的、文化的構成に加わりながら、カナダを形作っている。50年前、ほとんどの移民はヨーロッパ出身者であった。今やほとんどのニューカマーはアジア出身となっている。その結果、カナダにおける可視的少数派が増えている。そして、2001年の国勢調査における民族的祖先に関する質問に回答する際、200以上もの民族集団を挙げたカナダ人は、国家が新千年紀を迎えるに当たり、多様で豊かな文化的モザイクを反映している。

## 起源と語の使用
カナダ社会を形容して「モザイク」とする用法の初出は、ジョン・マリー・ギボンの著書『Canadian Mosaic』（未翻訳、1938年）とされる。ギボンは、アメリカ合衆国の「人種のるつぼ論」を明確に批判した。彼は同論を、移民やその子孫がアメリカの生活様式に同化するあまりに、彼らが故国や起源となる文化との紐帯を断ち切ってしまう過程であると見なしたのである。
ジョン・ポーターは、1965年、社会学の研究論文「垂直的モザイク カナダにおける社会的階級及び権力の分析」を発表した。同書では一部の集団（例えばイギリス系）が収入や教育、健康状態に関して他民族よりも良好であることを明らかにしている。逆に東、南欧系はこれらの指標においてあまり良く無く、最も劣悪なのは先住民やイヌイットであったという。
ポーターはこの垂直的配列を、意思決定における権力や影響力に関連しているのではと推論。したがって、イギリス系は、政府や経済的、政治的領域におけるエリートの間で大きな影響を与える傾向にあるとした。
ポーターの発見は1965年以降幾つかの研究において実証されたり、僅かではあるが修正されてもいる。例えば、民族間での経済格差が若干狭まり、フランス語圏が政治や政府において優位に立っている点である。しかしながら、カナダにおける社会経済的エリートはイギリス系が支配的である状態は変わらない。

## 多文化主義政策に対する影響
20世紀初頭以降、カナダは世界で最も多くの移民を受け入れてきた国家の1つとなっているが、1960年代までは移民は社会の主流への同化を期待されていた。しかし、社会が激変する時代を迎えると、ポーターの研究はカナダの社会政策に際立った影響力を行使。カナダを諸文化のモザイクとして見ることが、1960年代末以降のピエール・トルドー政権における多文化主義政策の土台となってゆく。
同政権は1969年、ケベック州の問題に端を発する英仏間の根深い対立を止揚するため、フランス語と英語双方を公用語とする公用語制定法を可決。他民族に関しても、その民族遺産の中から良いものを保持する機会を持つべきであるとの答申が、関連諮問機関から出されたのである。かくして「文化的多様性はカナダを豊かにする」という前提の下、1971年、多文化主義法が制定、翌年には多文化主義担当大臣が任命された。1973年には国務省多文化主義局と共に、カナダ多文化主義協議会が設立されている。

## カナダにおける文化的モザイクの諸相

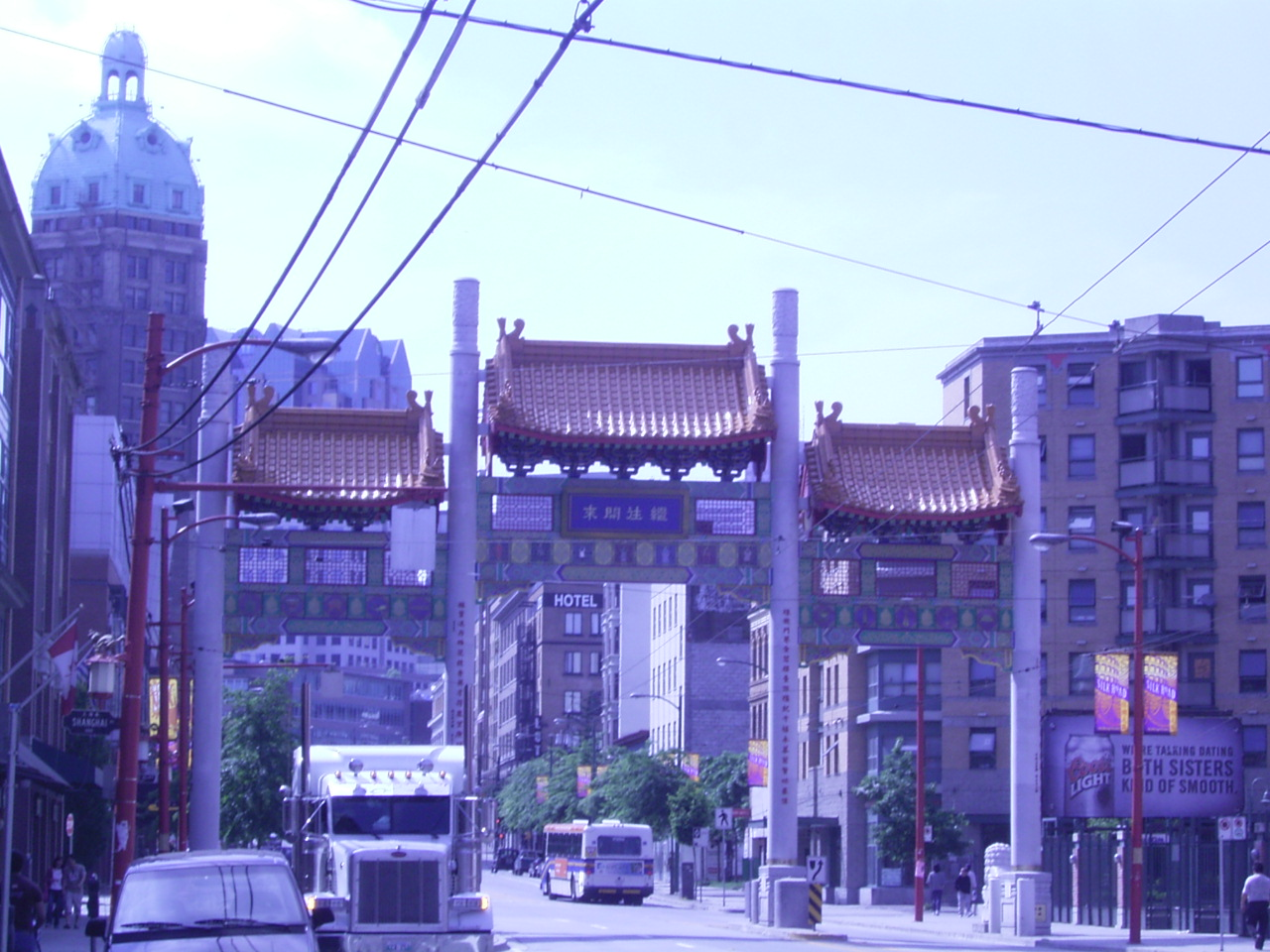
カナダの文化的モザイクを象徴するバンクーバーのチャイナタウン

トロント、バンクーバー、モントリオール、エドモントン及びカルガリー周辺の4大都市圏に人口の集中が進んでいるが、当該都市は好調な経済状況を背景として、カナダにおける文化的多様化を牽引していることでも知られる。
とりわけバンクーバーは太平洋沿岸部という地勢により、アジア系住民の多さが目を引くものの、特定の民族が多数派を占める状況ではない。一方、カナダ建国（1867年7月1日）以来、トロントはイングランド系カナダ人、モントリオールはフランス系カナダ人住民を優勢としつつも、両都市ではイタリア系、ギリシャ系、ウクライナ系、ユダヤ系の他、アフリカ系住民も少なからず存在する。エドモントンやカルガリーは非ヨーロッパ系人口が全体の2割程度を占め、他の3都市に迫る勢いを示す。
また異なる民族的、宗教的、文化的背景を持つ者同士の異文化間結婚の割合も、全既婚者数の7.2％を占め国内最大の規模を誇るのがバンクーバーで、この傾向は若年層になるにしたがって強いという（20代のカップルでは12.9％に上る）。配偶者を選ぶ際自分と同じ民族でなければならないか、というアンケートに対しても、「そう思わない」と回答した者の割合がバンクーバーで86％、以下トロントの68％、モントリオールの65％が続く。

## 批判
『グローブ・アンド・メール』紙のジェフリー・シンプソンや、カールトン大学のアンドリュー・コーエン教授（ジャーナリズム学）といった一部の学者は、文化的モザイク理論が空論に過ぎず、アメリカやカナダの移民が多かれ少なかれ「同化」しており「多文化的」であるという証拠がごまんとあると論じている。
同じく「公的な」政府の施策としての多文化主義に批判的な国内の保守派活動家は多い。ミカエル・ジャン元カナダ総督は2005年4月、同概念を公然と批判、カナダ人の「ゲットー化」に導いたとして糾弾している。
反文化相対主義の観点からも批判は根強い。異なる見解同士を等価値と見なすため、よりましな選択肢を取るのが不可能となってしまうという見解である。カナダの社会学者、レジナルド・ビビーは『モザイクの狂気』（原題"Mosaic madness"、1990年）の中で、「教養があり、啓発された、洗練されたカナダ人は、ほぼ何事にも寛大であり、何事に関してもめったに立場を明らかにしない人々」であるとの警句を残している。

## 関連文献
- Kelley, Ninette; Michael J. Trebilcock (2010), The Making of the Mosaic: A History of Canadian Immigration Policy (2nd ed.), University of Toronto Press, ISBN 978-0-8020-9536-7
- Gibbon, J. 1938. The Canadian Mosaic, McClelland & Stewart Limited, Toronto.
- Porter, J. 1965. The Vertical Mosaic: An Analysis of Social Class and Power in Canada. University of Toronto Press.